# Ordine dell'Aquila rossa
L'Ordine dell'Aquila Rossa venne fondato il 17 novembre 1705 dal Principe-Ereditario Giorgio Guglielmo di Brandeburgo-Bayreuth. Nel 1792 venne preso dal Regno di Prussia e fu, occasionalmente, la seconda onorificenza prussiana.

## Storia

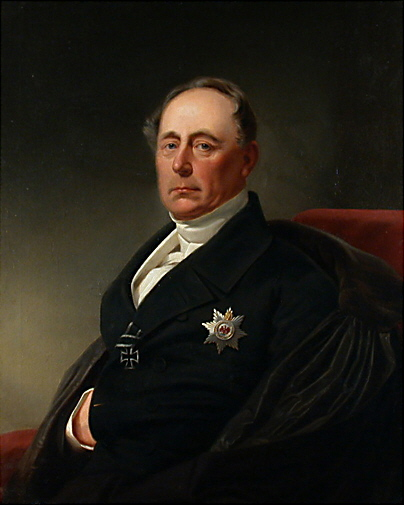
Ludwig von Massow con le insegne dell'Ordine

La medaglia venne creata dall'allora principe ereditario Giorgio Guglielmo di Brandeburgo-Bayreuth sul modello di alcune medaglie inglesi che aveva avuto l'occasione di vedere in un suo soggiorno in Gran Bretagna, forse addirittura prendendo spunto dall'Ordine della Giarrettiera. Il margravio pose la festività dell'Ordine il giorno di San Giorgio, suo santo patrono, e rese ereditaria la carica di Gran Maestro ai Margravi di Brandeburgo-Bayreuth. Quando la casata del Brandeburgo-Bayreuth si estinse, come le loro terre, anche l'ordine passò nelle mani del Regno di Prussia (12 giugno 1792) nella persona di Federico Guglielmo II che lo rese un'onorificenza nazionale prussiana.
A partire dal 1810 fu lo stesso Federico Guglielmo II ad apportarvi alcune modifiche espandendo i gradi di concessione da quello originario sino a tre: Cavaliere, Commendatore, Gran Croce. Nel 1830 l'ordine venne aperto alla concessione anche per i non nobili.
Il 26 febbraio 1851 il re Federico Guglielmo IV introdusse delle decorazioni anche per i "non cristiani": dal momento che alcuni appartenenti all'impero ottomano si erano resi meritevoli di conferimento della decorazione, il sovrano pensò per loro di creare una classe apposita di decorazioni che non avesse forma di croce per rispetto verso le altre religioni.
L'Ordine rimase sempre esclusivamente un'onorificenza maschile. L'onorificenza cessò di esistere con il crollo dell'Impero tedesco nel 1918.

## Gradi
L'Ordine era originariamente suddiviso in una sola classe di merito che a partire dal 1810 vennero espanse in 3 classi di benemerenza:
- Cavaliere di I Classe (Cavaliere di Gran Croce)
- Cavaliere di II Classe (Commendatore)
- Cavaliere di III Classe (Cavaliere)

A partire dalla Prima Guerra Mondiale, le classi vennero espanse in
- Cavaliere di Gran Croce
- Cavaliere di I Classe (Grand'Ufficiale)
- Cavaliere di II Classe (Commendatore)
- Cavaliere di III Classe (Ufficiale)
- Cavaliere di IV Classe (Cavaliere)
- Medaglia

| Nastri 1792-1810 |
| Cavaliere        |

| Nastri 1810-1914        |                        |                       |
| Cavaliere di III classe | Cavaliere di II classe | Cavaliere di I classe |

| Nastri dal 1914 |           |           |              |                 |                         |
| Medaglia        | Cavaliere | Ufficiale | Commendatore | Grand'Ufficiale | Cavaliere di Gran Croce |

| Medaglie | Medaglie  | Medaglie  | Medaglie     | Medaglie        | Medaglie   |
| -------- | --------- | --------- | ------------ | --------------- | ---------- |
|          |           |           |              |                 |            |
| Gradi    |           |           |              |                 |            |
| Medaglia | Cavaliere | Ufficiale | Commendatore | Grand'ufficiale | Gran Croce |

## Insegna
- La medaglia consiste sin dal 1810 in una croce di San Giorgio bianca inanellata d'oro. Il medaglione centrale rappresenta l'aquila del Brandenburgo con due rami d'alloro tra le zampe ed il monogramma "L.G.", il tutto sovrastato dalla corona reale prussiana. Il 18 ottobre 1861 il Re Guglielmo I, in occasione della sua incoronazione ad Imperatore di Germania, modificò le medaglie apponendovi il monogramma "W.R." (Wilhelmus Rex) oltre al motto SINCERE ET CONSTANTER - sinceramente e costantemente. Nel 1864 venne introdotta anche la speciale decorazione di guerra da abbinarsi al riconoscimento.

Le medaglie a placche dell'ordine per i gradi più alti potevano essere in argento o oro, decorate talvolta con pietre preziose.
Alla gran croce, a partire dal 1861, venne anche abbinato un collare in oro da portarsi nelle grandi occasioni, per meriti speciali riconosciuti.
- Il nastro era bianco attraversato da due strisce arancioni.